# Canon EOS 40D
Die Canon EOS 40D ist eine digitale Spiegelreflex-Kamera des japanischen Herstellers Canon, die im September 2007 in den Markt eingeführt wurde. Sie wird inzwischen nicht mehr produziert.

## Allgemein
Die Kamera besitzt einen CMOS-Sensor im APS-C-Format mit 10,1 Megapixeln (3.888 × 2.592 Pixel). Die Bilder können entweder im verlustbehafteten JPEG-Format oder im herstellereigenen RAW-Format CR2 mit 14 Bit pro Farbkanal gespeichert werden. Die Kamera kann die Aufnahmen sowohl im JPG-, als auch im RAW-Format gleichzeitig speichern. Sie verfügt über eine Bildfolge von 6,5 Bildern pro Sekunde und ist auf der Rückseite mit einem 7,62 cm (3 Zoll) großen Display mit etwa 230.000 Subpixeln ausgestattet. Es wird nicht nur zur Menü- und Fotodarstellung genutzt, sondern kann auch das Sucher-Echtzeitbild (Live-View) anzeigen. Das Gehäuse besteht aus einer Magnesium-Legierung.
Die Kamera besitzt im Weiteren folgende Merkmale:
- Enhanced Live-View AF
- Batteriefach und CF-Kartenfach abgedichtet; das Gehäuse ist ansonsten jedoch nicht spritzwasserfest.
- 9-Punkt-Kreuz-AF
- Auto-ISO
- Tonwert-Prioritätmodus
- Drahtlose Transfers mit optionalem Wireless Transmitter WFT-E3
- sRAW (small RAW)
- 7,62-cm-LCD (TFT)
- 6,5 Bilder/Sekunde
- EOS Integrated Cleaning System
- 14-Bit-A/D-Wandler
- Kompatibel mit allen EF-/EF-S-Objektiven und EX-Speedlites-Blitzgeräten
- DIGIC-III-Prozessor

## GPS-Anschluss
Über den Datentransmitter WFT-E3 kann an die Kamera ein GPS-Gerät angeschlossen werden, um den genauen Aufnahmeort jedes Fotos aufzuzeichnen. Die Koordinaten werden beim Geo-Imaging in den Exif-Daten des Bildes gespeichert.